# Assembleia Nacional do Kuwait
A Assembleia Nacional do Kuwait (em árabe: مجلس الأمة: مجلس الأمة‎‎) é a legislatura unicameral do Kuwait. A Assembleia Nacional reúne-se na Cidade do Kuwait e os seus parlamentares são eleitos por eleição direta. O país é dividido em cinco círculos eleitorais com dez membros que representam cada um. Não há partidos políticos oficiais no Kuwait, portanto os candidatos atuam como independentes durante as eleições; se ganharem, os membros costumam formar blocos parlamentares informais. A Assembleia Nacional é composta por 50 membros eleitos e até 15 ministros designados pelo governo, em regime de ex-oficio.
Em 16 de outubro de 2016, o emir do Kuwait emitiu um decreto para dissolver a Assembleia Nacional, citando desafios de segurança, abrindo o caminho a eleições antecipadas dentro de sessenta dias.